# Nid de bulle

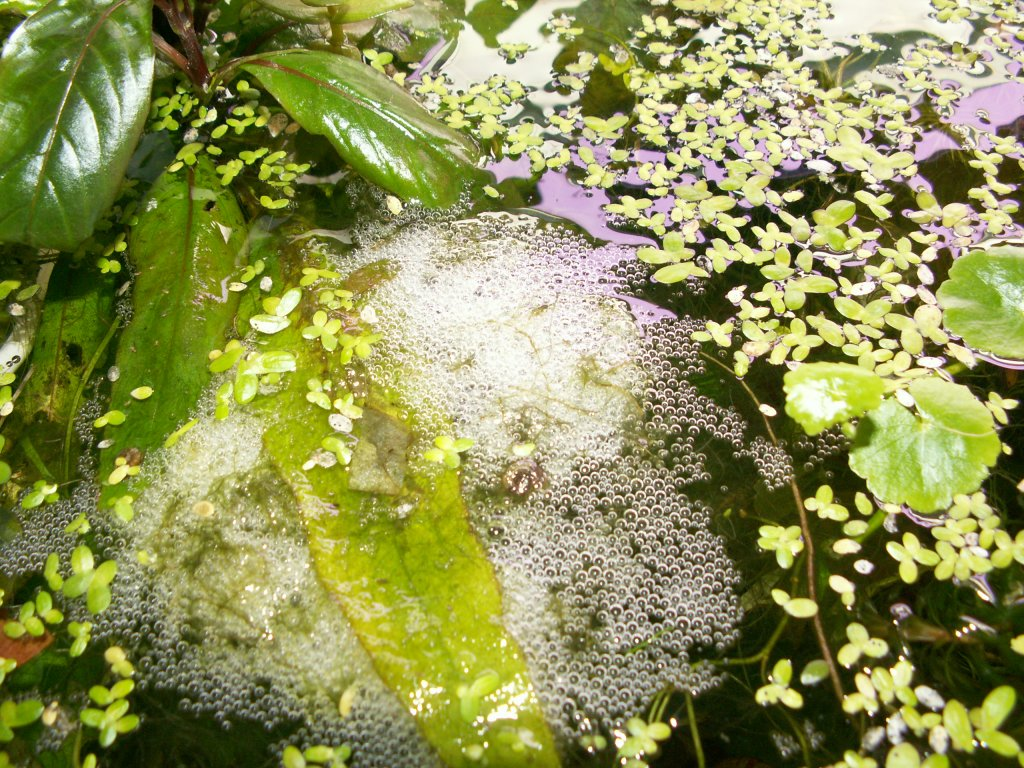
Photographie d'un nid de bulles

Un nid de bulle est une technique utilisée par les poissons mâles de la famille des Osphronemidae qui consiste à créer un amas de bulle en surface, souvent soutenu par des plantes ou autres objets flottants. Le nid de bulles a pour but d'y déposer les œufs. Les mâles iront souvent jusqu'au sacrifice ultime pour le protéger même face à des prédateurs trois fois plus gros.
Les mâles ont besoin de support pour construire un nid de bulle solide. Ils utilisent généralement les plantes à la surface pour les fabriquer.
Les Osphronemidae mâles ne font pas tous des nids de bulles, certains comme le Betta channoides utilisent l'incubation buccale.